# Robert de Thourotte
Robert de Thourotte ou Robert de Langres est évêque de Langres de 1232 à 1240, puis prince-évêque de Liège jusqu'à sa mort le 12 octobre 1246.
Il est à l'origine de la célébration de la Fête-Dieu en 1246 célébrée d'abord à Fosses[réf. nécessaire].

## Biographie
Robert de Thourotte appartient à la famille noble de Thourotte, châtelains de Thourotte et de Noyon. Il est le fils de Jean II de Thourotte et d'Odette de Dampierre, dame d'Allibaudières.
Il est également le frère de Raoul de Thourotte, évêque de Verdun, et l'oncle de Robert de Thourotte, évêque de Laon.